# ضريح بابا قاسم
ضريح بابا قاسم (بالفارسية: آرامگاه صائب) هو ضريح تاريخي يعود إلى القرن ثامن الهجري، ويقع في أصفهان.